# Giancarlo Guerrini
Giancarlo Guerrini (* 29. Dezember 1939 in Rom; † 21. März 2025) war ein italienischer Wasserballspieler. Er war Olympiasieger 1960 und gewann einmal bei Mittelmeerspielen.

## Karriere
Der 1,81 Meter große Giancarlo Guerrini spielte für Lazio Rom und für Pro Recco. Mit Pro Recco wurde Guerrini mehrfach italienischer Meister und gewann 1965 den Europapokal der Landesmeister.
1959 bei den Mittelmeerspielen 1959 in Beirut siegten die Jugoslawen vor der italienischen Nationalmannschaft. Im Jahr darauf bei den Olympischen Spielen 1960 in Rom besiegten die Italiener in der Finalrunde die Mannschaften aus der Sowjetunion und die Jugoslawen und spielten im letzten Spiel gegen die Ungarn Unentschieden. Damit gewannen sie die Goldmedaille vor dem Team aus der Sowjetunion und den Ungarn. Guerrini wirkte in zwei Vorrundenpartien mit und warf drei Treffer, zwei davon gegen Japan.
1963 bei den Mittelmeerspielen in Neapel siegten die Italiener vor den Jugoslawen. Im Jahr darauf bei den Olympischen Spielen in Tokio erreichten die Italiener die Endrunde und wurden Vierte hinter Ungarn, Jugoslawien und der Sowjetunion. Im Gegensatz zu vier Jahren zuvor gab es diesmal auch Einwechslungen. Guerrini spielte in fünf von sechs Partien mit, erzielte aber kein Tor.
1966 bei der Europameisterschaft in Utrecht siegte die sowjetische Mannschaft vor dem Team aus der DDR. Die Jugoslawen bezwangen in der Finalrunde die Italiener mit 2:1 und sicherten sich damit die Bronzemedaille. Den einzigen Treffer gegen die Jugoslawen hatte Guerrini geworfen. 1968 bei den Olympischen Spielen in Mexiko-Stadt erreichten die Italiener als Sieger ihrer Vorrundengruppe das Halbfinale und unterlagen dort der sowjetischen Mannschaft mit 5:8. Im Spiel um Bronze verloren sie gegen die Ungarn mit 4:9. Guerrini war in allen neun Spielen dabei und erzielte insgesamt drei Tore.
1959 nahm Guerrini als Schwimmer an der Universiade in Turin teil und siegte mit der italienischen 4-mal-200-Meter-Freistilstaffel.